# (3189) Penza
(3189) Penza (1978 RF6) – planetoida z pasa głównego asteroid okrążająca Słońce w ciągu 5,46 lat w średniej odległości 3,1 au. Odkryta 13 września 1978 roku.